# Le Train de l'enfer
Le Train de l'enfer (titre original anglais : The Long Island Incident) est un téléfilm américain réalisé en 1998 par Joseph Sargent.

## Synopsis
Le 7 décembre 1993, un homme ouvre le feu dans un train de banlieue bondé à Long Island. Le film est basé sur ce fait-divers véridique et se concentre sur Carolyn McCarthy, une femme dont le mari est tué et son fils, âgé de 26 ans, grièvement blessé dans le massacre. Elle part en croisade contre le lobby des marchands d'armes.

## Commentaires
Le film passe du point de vue de Carolyn McCarthy aux réflexions du tueur et enfin à la frénésie médiatique qui entoure ce fait-divers.

## Fiche technique
- Genre : Drame

## Distribution
- Laurie Metcalf : Carolyn McCarthy
- Mackenzie Astin (en) : Kevin McCarthy
- Peter MacNeill : Dennie McCarthy
- Tyrone Benskin : Colin Ferguson
- Elisa Moolecherry : Natalie Berger
- Cedric Smith : Tim Bobek
- Lawrence Dane : Tommy
- Diane D'Aquila : Dr Ellen Lipsky
- Nancy Beatty : Jean McBride
- John Boylan (en) : Frank McBride
- Greg Ellwand : Bob Leahy
- Sandy Crawley : Dan Frisa
- Bill Lake : Bill Leffert
- Peter Mensah : Hugh
- Martin Doyle : Leonard Marshall
- Tim Weber : le présentateur
- Edward D. Burke : le juge
- Karl Pruner : le premier congressiste
- Emidio Michetti : le marchand d'armes de Los Angeles
- Richard Fitzpatrick : le congressiste Simmons
- Deborah Burgess : le reporter de News 4
- Gloria Slade : le chef de chœur
- David Crean : le premier lobbyiste
- Sandra Caldwell : le deuxième lobbyiste
- Aron Tager : le marchand d'armes
- Robert King : le directeur du motel